# Cecilia Lundblad
Brita Cecilia Lundblad, född 27 februari 1797 i Lund, död 13 februari 1877 i Helsingborg, var en svensk målare.
Hon var dotter till professorn Pehr Tegman och Sara Catharina Gjörloff samt från 1817 gift med ryttmästaren vid Kronprinsens husarregemente Knut Lundblad och mor till Sara Lundblad. Hon har fått epitetet blomstermålaren eftersom hon specialiserade sig på att måla blomsterstilleben.